# Xã Nicholson, Quận Wyoming, Pennsylvania
Xã Nicholson (tiếng Anh: Nicholson Township) là một xã thuộc quận Wyoming, tiểu bang Pennsylvania, Hoa Kỳ. Năm 2010, dân số của xã này là 1.385 người.